# Mengeš
Mengeš je město a správní středisko stejnojmenné občiny ve Slovinsku ve Středoslovinském regionu. Nachází se u řeky Pšaty, asi 10 km severovýchodně od Lublaně. V roce 2019 zde trvale žilo 6 748 obyvatel.
Městem procházejí silnice 104 a 225. Sousedními městy jsou Domžale, Kamnik, Kranj, Lublaň a Medvode.

## Pamětihodnosti
- Zámek s parkem
- Barokní kostel svatého Michaela archanděla